# Apeadero Boedo
El apeadero provisorio Boedo fue una parada provisoria que cumplía la función de reemplazo de la estación definitiva con el mismo nombre (en ese entonces en construcción) de la línea E de la red de subterráneos de la Ciudad de Buenos Aires. Se ubicaba unos metros antes de la estación actual, donde se encuentra el pantalón que divide el túnel para acceso a la misma. Las calles aproximadas eran Avenida San Juan entre Maza y Virrey Liniers, en el barrio de Boedo.

## Historia
El apeadero fue librado al servicio público el 16 de diciembre de 1944, utilizando una plataforma de madera construida dentro del túnel de servicio, sobre la vía descendente que se dirigía a Constitución. La salida del apeadero, también provisoria, se encontraba en la intersección de Boedo y Maza. Las instalaciones funcionaron durante 16 años, hasta la habilitación de la estación Boedo, el 9 de julio de 1960.
Fue una de las dos estaciones de subterráneo provisorias que tuvo el subte de Buenos Aires en el siglo XX. La otra fue el apeadero provisorio Carranza, en la línea D.

## Imágenes

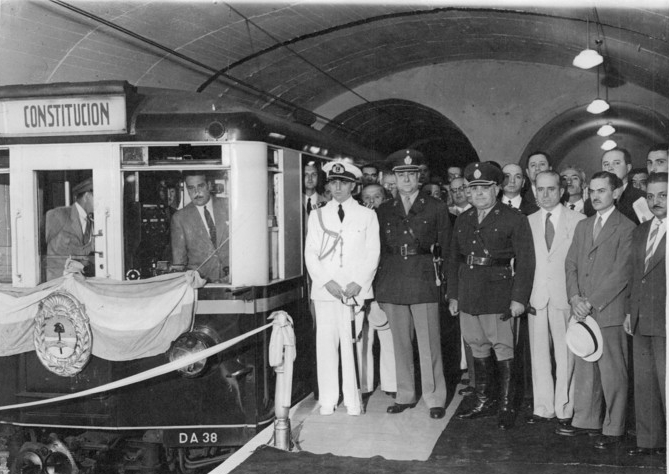
Las autoridades de facto inauguran el apeadero provisorio en 1944.
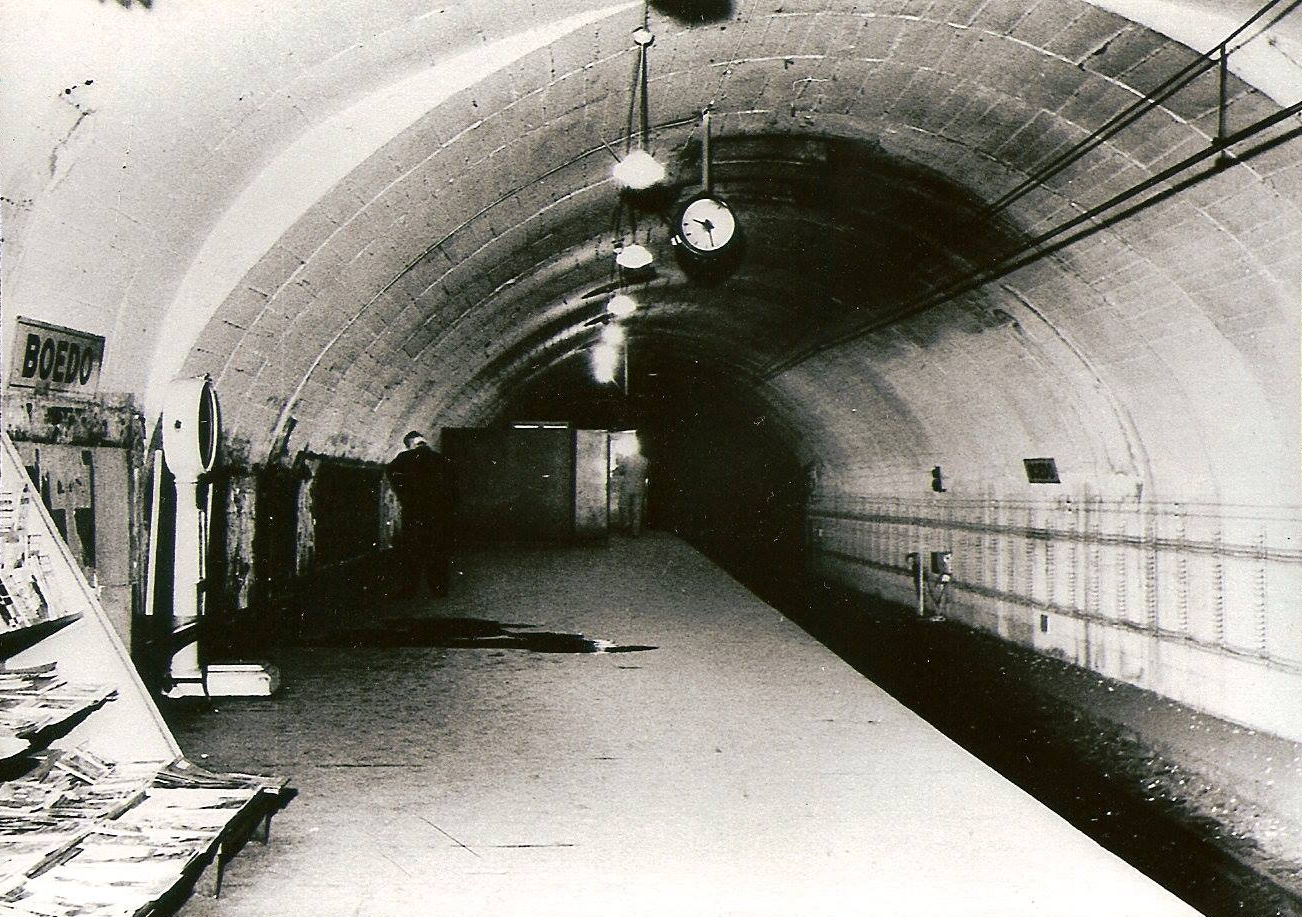
El apeadero visto hacia el oeste
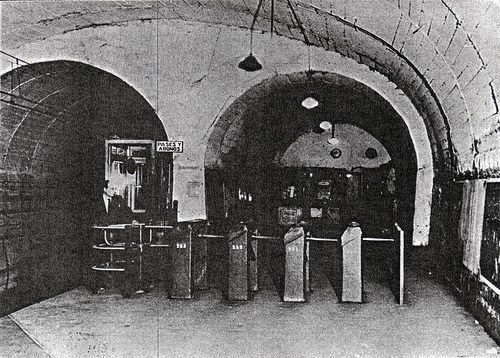
Molinetes de entrada al apeadero